# Zenarchopterus clarus
Zenarchopterus clarus är en fiskart som beskrevs av Mohr 1926. Zenarchopterus clarus ingår i släktet Zenarchopterus och familjen Hemiramphidae. Inga underarter finns listade i Catalogue of Life.